# Битка на Мечкин камен
Битката при Мечкин камен е най-голямото и най-кръвопролитното сражение на Илинденско-Преображенското въстание, разиграло се край паланката Крушево.

## Битката

### Прелюдия
На 3 август 1903 година е провъзгласена Крушевската република. На 12 август повече от десетхилядната армия на Бахтиар паша обкръжава Крушево. На заседанието на войводския съвет е решено всички чети да се изтеглят от града, но войводата Питу Гули напуска събранието и решава да окаже съпротива, така от 1200 четници в града само неговите 240 (от които 70 невъоръжени) остават да го бранят.

### Битката
Четниците на Питу Гули се укрепяват на Мечкин камен - скалисто плато на Биринската планина, която е склон от Баба планина. Секретар на четата е Коста Божинов, а негов помощник – Ставре Андреев. Знаменосецът е Георги Димов, а негови заместници – Нове Янкулов Неданов, от село Обършани, и Христо Влашето. Питу Гули държи реч и заповядва поради ограничените запаси на муниции стрелбата да се задържи докато турците не се приближат достатъчно. Отрядът се разделя на девет групи – една под командването на войводата, а другите под командването на осем войводи от селските милиции.
Турците настъпват от три страни – откъм селата Бирино, Журче и Острилци. Сражението започва в 10 часа сутринта като четниците удържат първо башибозушките отреди, после и атаките на редовната армия. В 19 часа привечер Мечкин камен е обграден и турците започват решително нападение. Последователно падат знаменосецът Георги Димев и заместникът му Нове Смугрев. В яростта си Питу Гули става и започва да стреля в право положение, вражески куршум отнася пълнителя на пушката му (Mannlicher M1895), а впоследствие и други куршуми го пронизват в гърдите – той пада убит. Завързва се ръкопашен бой, в суматохата, на който войводите Блаже и Гюрлука с една част от въстаниците успяват да прибягат до Дълбока река и да се укрият в гората. Смъртта си намират общо 40 четници.

### Последствия и жертви
След битката турците продължават усилено да обстрелват Крушево, а после в града вилнеят и башибозукът и редовната армия. От мирното население загиват 117 души – между тях 15 жени, 5 момичета и 6 деца. 150 момичета и жени са изнасилени. Изгарят 159 къщи и 210 дюкяна.